# リベット
リベット（英: rivet）は、頭部とねじ部のない胴部からなり、穴をあけた部材に差し込んで専用の工具で反対側の端部を塑性変形させて接合させる（かしめる）ための部品。鋲。

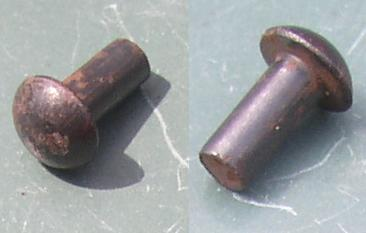
リベット（丸頭）

## 概要
一般に鋼・ステンレス鋼・アルミニウム合金・銅などの金属製の円柱状で、片側にやや直径の大きい頭がついており、対象物の穴に通したあと反対側も同様の形状につぶすことで固定する。同様の目的に用いるボルト・ナットやねじと異なり容易には取り外しができず、半永久的な締結用途に用いられる。用途によりプラスチックのものもある。

### リベット
頭部の形状による分類では、
- 丸頭 - 半球形
- 平頭 - 円盤状
- 皿頭（沈頭鋲）- 表面側が平らで根元が円錐形

取り付け方法では、
- 熱間 - 鋼橋・鉄塔・船舶などの鋼板・鉄骨の接合など、大型のリベットに用いられた。リベットを真っ赤に熱して軟らかくしてから、リベットハンマー（圧縮空気で作動）などでかしめる（焼き締め）[2][3]。重量が大きくなることや時間がかかることなどから、溶接やボルト・ナットに移行している。
- 冷間 - 工場などでリベットハンマーや油圧プレス機（古くは水圧プレス機）などを用いてかしめて取り付ける。航空機からなべ、やかんの本体と取手の取り付けまで広く用いられ、少数ならば手ハンマーでも加工できる。

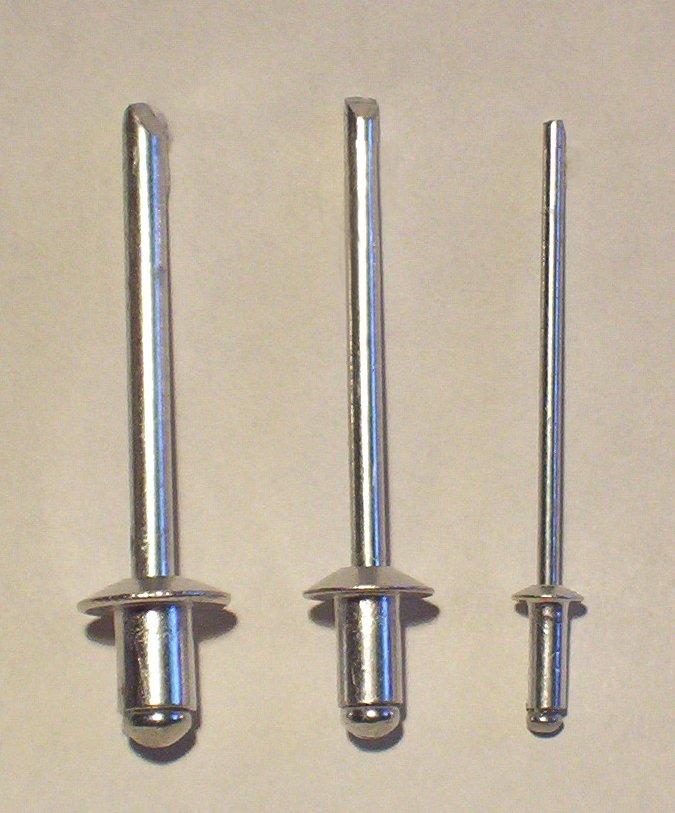
ブラインドリベット

### ブラインドリベット
片側からしか作業ができない場合のために、ブラインドリベット（英: Blind rivet）が考案されて用いられている。
釘の様に見える心棒を空気圧や電動・手動などのリベッターで作業者側へ引っ張ることで、円筒状のリベット内側を変形させ、心棒を引きちぎることによりかしめる。締結圧はその細い心棒の破断耐力によるので、同じ径の通常のリベットに比べて小さくなる。

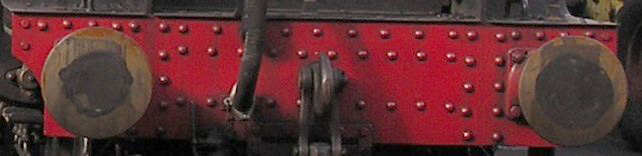
リベットで台枠を組み立てた蒸気機関車の端梁

## 航空機用のリベット

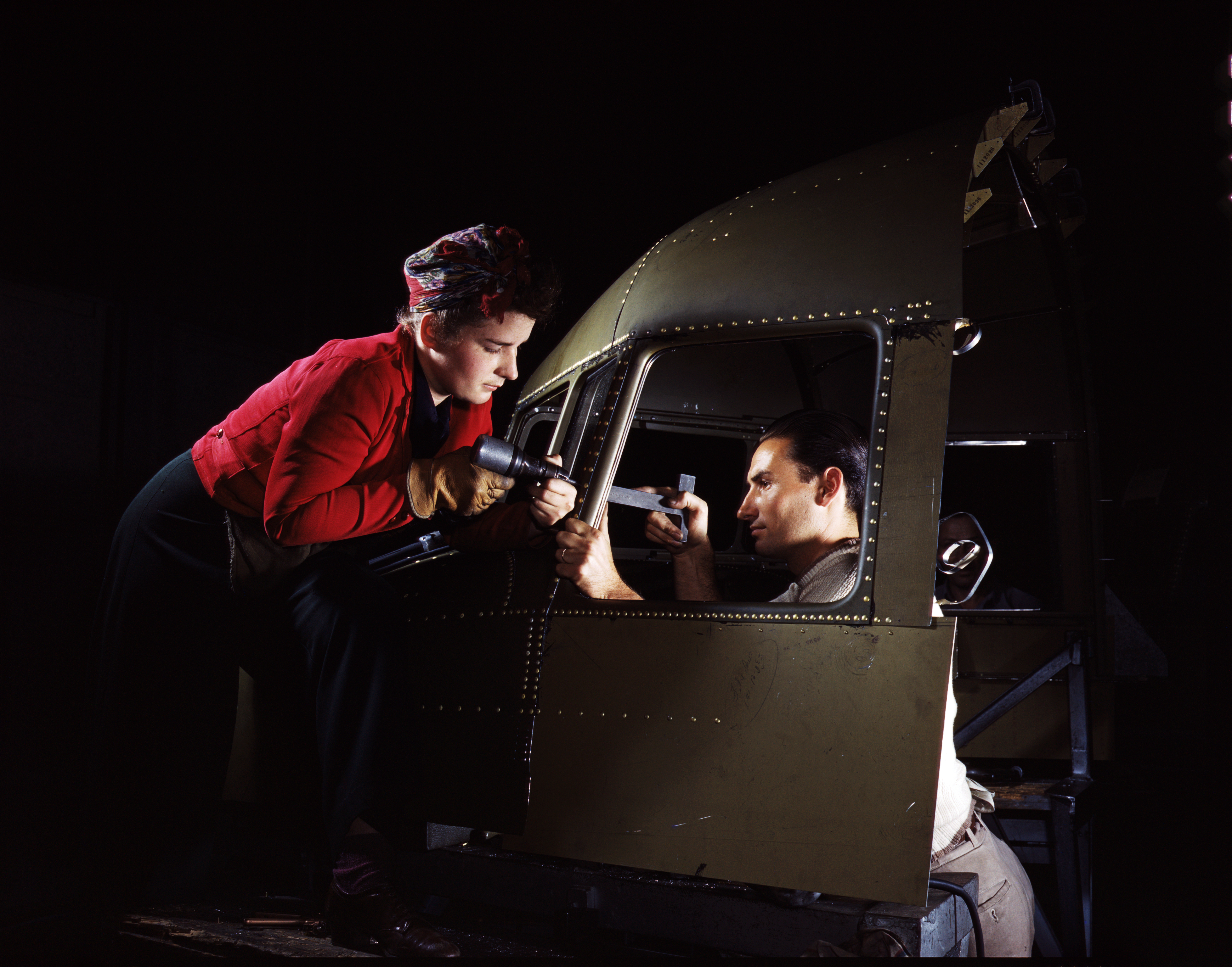
航空機でのリベッティング（鋲打ち）の作業。
左の女性がリベット・ハンマーを持っていて、右の男性が当て盤を持っている状態である。リベットの頭部を圧縮空気で作動するリベット・ハンマーで数回打撃を加えることにより、当て盤のリベット後端がつぶれドリブン・ヘッド（加工頭）ができることにより外板の繋ぎ目や部品を締結する。

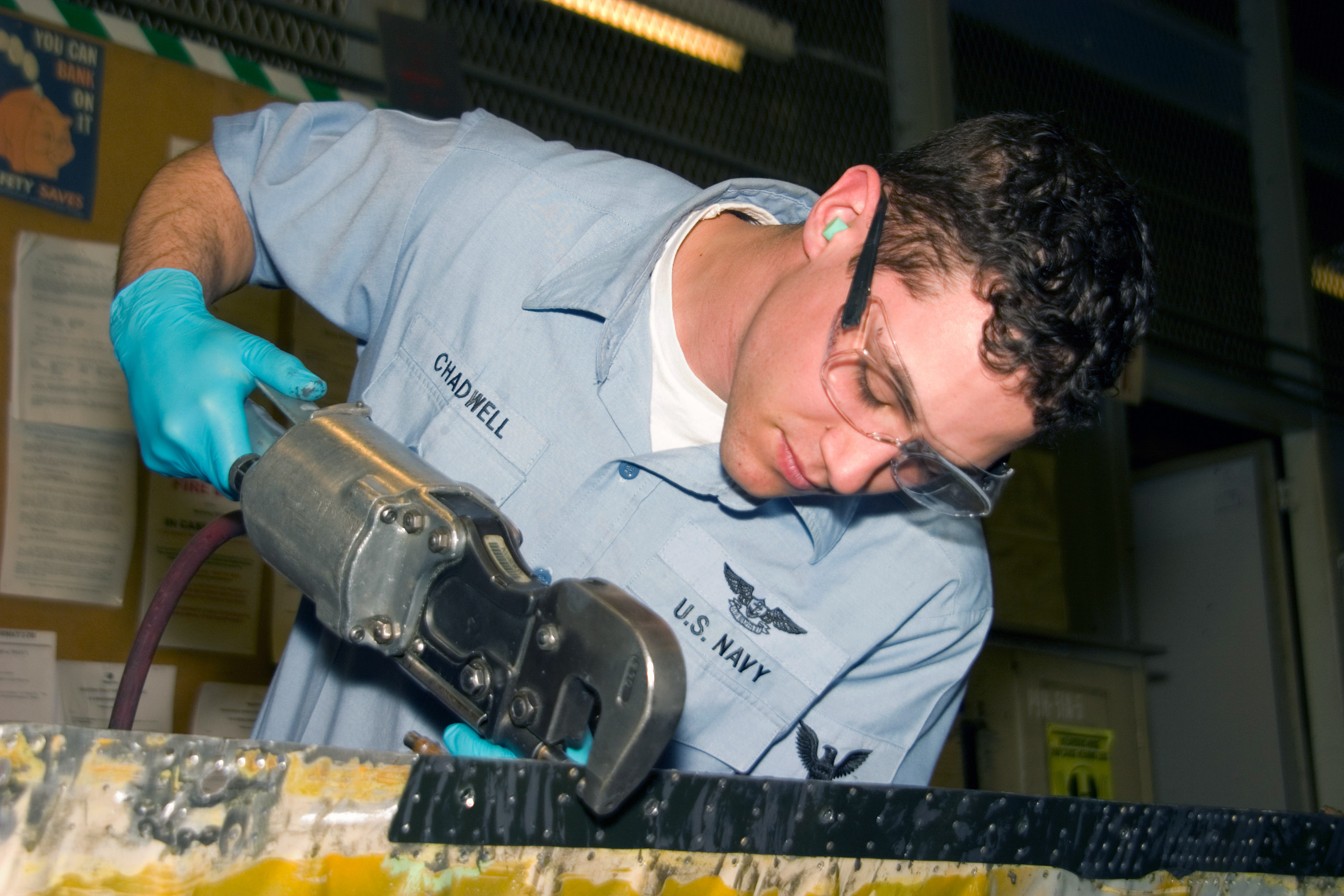
リベット･スクイザーと呼ばれる機器を使用してのリベッティング（鋲打ち）の作業。
作動には圧縮空気を使用しており、打撃を加えず1人でリベッティングすることができる。

航空機用のリベットはソリッド・シャンク・リベットとブラインド・リベットの2種類が使用されているが、航空機の設計用の要求に応じる為、形状・材質・サイズで区別され、パーツナンバー（部品番号）とリベットのヘッド・マークで識別できる。規格はソリッド・シャンク・リベットの場合、MS（Military Standard:米軍規格）が代表的であり。その後には形状・材質・サイズの番号または記号が記載される。
頭部の形状は2種類がある。
- 20426（リベット頭部が皿型、皿の角度は100度[注 2]）
- 20470（リベット頭部が丸型）

材質はアルミ合金の場合、強度が低い順から高い順に上から下に並べると5種類がある。
- A（1100のアルミ合金）
- B（5056のアルミ合金）
- AD（2117のアルミ合金）
- D（2017のアルミ合金）
- DD（2024のアルミ合金）

その他の材質として4種類がある。
- M（モネル）
- CまたはF（耐食鋼）
- Pまたは-（炭素鋼）
- 無し（耐熱鋼）

またリベットの径と長さは、径は1/32インチ単位で長さは1/16インチ単位で表され、表面処理の種類として無印・A・D・S・F・Nの記号があり、種類に応じてパーツナンバーの最後に表示される。
実際のパーツナンバーを表示すると「MS20470AD 7-7」のようになり、最初のMSは規格を示し、続く5桁の数字はリベット頭部の形状分類（リベット頭部が丸型）を示し、続くADは材質を示し（2117のアルミ合金）、続く最初の数字はリベットの径（7/32インチ）、ハイフン後の数字はリベットの長さ（7/16インチ）を表し、最後は無印のため、表面処理を黄金色で化成皮膜処理されたことを表す。
また材質のDのリベット径の大きい物（直径3/16インチ以上）やDDの物は、硬い状態のため、そのまま機体の構造部材に打ち込むことは困難なので、熱処理（加熱）をしてリベット自体を軟らかい状態にしてから打ち込んで、その後は時間の経過とともに硬化する。また、熱処理したリベットを低温保存する（アイスボックス等に入れる）ことにより、硬化の進行を遅らせて軟らかい状態を長く保つことができるため、リベッティング（鋲打ち）の可能時間の延長を図ることができる。

## 備考

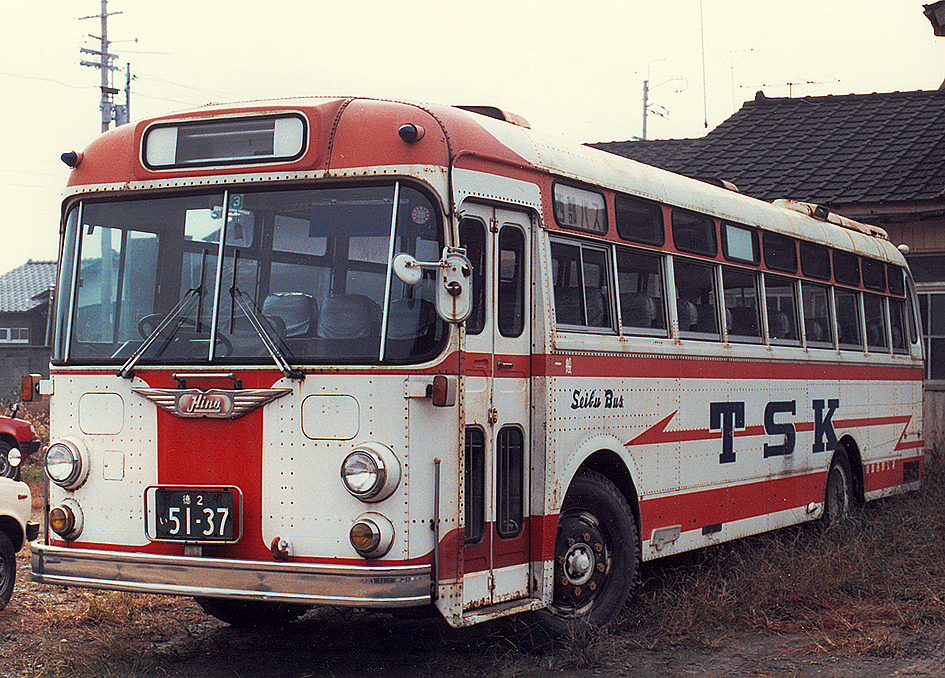
1960年代に製造されたバスの例。車体に多数ある黒い点に見えるものがリベットで、全体にわたって多数打ち込まれている

- 初期の戦車では装甲板をリベット接合していたが、被弾時に衝撃でリベットが飛び散って乗員や随伴歩兵を殺傷する危険が生じたため、溶接接合に移行している。
- 鉄道車両では、古い時代の機関車では全体に、客車と貨車が木製だった時代は台枠や台車に、それらが鋼製車となってからは構体（車体）にもリベットが使われていた。国によって時期は異なるが、電気溶接が実用化されるとリベット接合は廃れて全溶接工法が一般的となり、車体は平滑になった。
- モノコック構造（張殻構造）は比較的薄い外板をリベットで骨組みに接合し、張力がかかるようにして全体の強度を保つ仕組みで、全金属製の航空機を初め、鉄道車両の構体やバス車体にも応用された。
- 航空機の外板などに丸頭リベットを使うと飛行中の機体表面に無数の小さな空気の渦ができ、それが抗力となって航空機の性能に悪影響を与えるので、このような平滑度を要求される箇所には、表面が面一となる皿頭リベット（沈頭鋲）が使用されるか、丸頭リベットの頭を削ることが行われる。
- 第二次世界大戦時にアメリカの軍需工場で働く女性工員はロージー・ザ・リベッター（リベット打ちのロージー）と呼ばれ、プロパガンダ写真のモチーフとなった。
- 接合する対象は必ずしも金属とは限らず、帆布などの厚手の布や、皮革の接合にも用いられる。例としてはジーンズのポケットや鞄などである。衣料用の場合、装飾目的でリベットを打つ場合もある。